# ボーイスカウトアメリカ連盟対デール事件
ボーイスカウトアメリカ連盟対デール事件（ボーイスカウトアメリカれんめいたいデールじけん、Boy Scouts of America et al. v. Dale）530 U.S. 640 (2000)は、2000年6月28日にアメリカ連邦最高裁判所が、公共施設で同性愛者を平等に扱うことを定めた州法があることにかかわらず、憲法が保障する結社の自由により、ボーイスカウトアメリカ連盟 (BSA)が同性愛者を会員から除外することを認める判決を出した事件。BSAといった民間団体は、「その人物の存在がその団体の公的または私的な見解を主張する力に重大な影響を与える」場合は、その人物を会員から除外することができると判断された。5対4の票差で、連邦最高裁判所は同性愛への反対はBSAの「表現活動」の一部であり、成人の同性愛者をリーダーに置くことは、その表現活動を妨害することになると判決した。